# Островянский
Островянский — хутор в Орловском районе Ростовской области.
Административный центр Островянского сельского поселения.

## Название
Назван по станице Трёх-Островской (Островянской), относившейся ко Второму Донскому округу Области войска Донского.

## История
Предположительно основан в начале 1910-х годов в результате переселения семей со станиц верхнего Дона.
Хутор относился к юрту станицы Орловской. Согласно Алфавитному списку населённых мест области войска Донского 1915 года издания в хуторе Островянском насчитывалось 68 дворов, проживало 347 душ мужского и 280 женского пола. За хутором было закреплено 2493 десятины земли. В хуторе имелись хуторское правление, приходское училище.
К 1926 году хутор был включён в состав Пролетарского района Сальского округа Северо-Кавказского края. Согласно Всесоюзной переписи населения 1926 года в хуторе Островянском Островянского сельсовета проживало 962 человека, из них великороссов — 735, украинцев — 219.

## Физико-географическая характеристика
Хутор расположен в пределах Сальско-Манычской гряды Ергенинской возвышенности, являющейся частью Восточно-Европейской равнины, при балке, относящейся к бассейну реки Большая Куберле, на высоте 139 метров над уровнем моря. Рельеф местности холмисто-равнинный, имеются овраги. Почвы — чернозёмы южные. Почвообразующие породы — глины и суглинки.
По автомобильной дороге расстояние до Ростова-на-Дону составляет 270 км, до районного центра посёлка Орловский — 24 км. Ближайшая железнодорожная станция Двойная железнодорожной ветки Тихорецкая — Волгоград Северо-Кавказской железной дороги расположена в посёлке Орловский.
Климат
Климат умеренный континентальный (согласно классификации климатов Кёппена-Гейгера — Dfa). Среднегодовая температура воздуха положительная и составляет + 9,2 °C, средняя температура самого холодного месяца января — 4,7 °C, самого жаркого месяца июля + 23,4 °C. Расчётная многолетняя норма осадков — 442 мм. Наименьшее количество осадков выпадает в марте (28 мм), наибольшее в июне (49 мм).
Часовой пояс
Островянский, как и вся Ростовская область, находится в часовой зоне МСК (московское время). Смещение применяемого времени относительно UTC составляет +3:00.

### Улицы
| - ул. Колхозная, - ул. Коммунистическая, - ул. Октябрьская, - ул. Победы, - ул. Северная, - ул. Советская, - ул. Степная, - ул. Школьная, | - пер. Восточный, - пер. Западный, - пер. Комсомольский, - пер. Кооперативный, - пер. Молодёжный, - пер. Садовый. |

## Население
Динамика численности населения
| 1915 | 1926 | 2002 |
| ---- | ---- | ---- |
| 627  | 962  | 1070 |

| 2010 |
| ---- |
| 995  |

### Известные люди
В хуторе родился Малинка, Константин Арсентьевич — Герой Советского Союза.

## Достопримечательности
Территория Ростовской области была заселена ещё в эпоху неолита. Люди, живущие на древних стоянках и поселениях у рек, занимались в основном собирательством и рыболовством. Степь для скотоводов всех времён была бескрайним пастбищем для домашнего рогатого скота. От тех времен осталось множество курганов с захоронениями жителей этих мест. Курганы и курганные группы находятся на государственной охране.
Поблизости от территории хутора Островянского Орловского района расположено несколько достопримечательностей — памятников археологии. Они охраняются в соответствии с Федеральным законом от 25.06.2002 N 73-ФЗ «Об объектах культурного наследия (памятниках истории и культуры) народов Российской Федерации», Областным законом от 22.10.2004 N 178-ЗС «Об объектах культурного наследия (памятниках истории и культуры) в Ростовской области», Постановлением Главы администрации РО от 21.02.97 N 51 о принятии на государственную охрану памятников истории и культуры Ростовской области и мерах по их охране и др.
- Курганная группа «Островянский I» из 2 курганов. Находится на расстоянии около 1,5 км к востоку от хутора Островянского.
- Курганная группа «Островянский II» (15 курганов). Находится на расстоянии около 2,0 км к востоку от хутора Островянского.
- Курган «Островянский V». Находится на расстоянии около 4,5 км к юго-востоку от хутора Островянского.
- Курган «Островянский VI». Находится на расстоянии около 5,0 км к юго-востоку от хутора Островянского[14].